# Aynho
Aynho es un pueblo y una parroquia civil del distrito de South Northamptonshire, en el condado de Northamptonshire (Inglaterra).

## Demografía
Según el censo de 2001, Aynho tenía 634 habitantes (307 varones y 327 mujeres). 95 (14,98%) de ellos eran menores de 16 años, 466 (73,5%) tenían entre 16 y 74, y 73 (11,51%) eran mayores de 74. La media de edad era de 45,59 años. De los 539 habitantes de 16 o más años, 99 (18,37%) estaban solteros, 345 (64%) casados, y 95 (17,63%) divorciados o viudos. 328 habitantes eran económicamente activos, 321 de ellos (97,87%) empleados y otros 7 (2,13%) desempleados. Había 18 hogares sin ocupar, 304 con residentes y 4 eran alojamientos vacacionales o segundas residencias.
| 623                         | 631 | 719 | 664 | 662 | 611 | - | - | 562 | 508 | 445 | 489 | 462 | 367 | - | 444 | 465 |
| (Fuente: Vision of Britain) |     |     |     |     |     |   |   |     |     |     |     |     |     |   |     |     |